# Марія Пенкова
Марія Пенкова (нар. 25 червня 1984) — колишня болгарська тенісистка.
Найвищу одиночну позицію світового рейтингу — 412 місце досягла 2 жовтня 2006, парну — 488 місце — 20 вересня 2004 року.
Здобула 2 одиночні титули туру ITF.
Завершила кар'єру 2006 року.

## Фінали ITF

### Одиночний розряд: 4 (2–2)
| Легенда          |
| ---------------- |
| Турніри $100,000 |
| Турніри $75,000  |
| Турніри $50,000  |
| Турніри $25,000  |
| Турніри $10,000  |

| Фінали за покриттям |
| ------------------- |
| Тверде (0–0)        |
| Ґрунт (2–2)         |
| Трава (0–0)         |
| Килим (0–0)         |

| Результат | W–L | Дата     | Турнір                            | Рівень | Покриття | Суперниця                 | Рахунок       |
| --------- | --- | -------- | --------------------------------- | ------ | -------- | ------------------------- | ------------- |
| Поразка   | 0–1 | Бер 2005 | ITF Рим, Італія                   | 10,000 | Ґрунт    | Араван Резаї              | 2–6, 3–6      |
| Поразка   | 0–2 | Вер 2005 | ITF Бухарест, Румунія             | 10,000 | Ґрунт    | Corina-Claudia Corduneanu | 2–6, 3–6      |
| Перемога  | 1–2 | Чер 2006 | ITF Русе, Болгарія                | 10,000 | Ґрунт    | Дія Евтімова              | 5–7, 6–4, 6–1 |
| Перемога  | 2–2 | Лип 2006 | ITF Прокуплє, Сербія & Чорногорія | 10,000 | Ґрунт    | Milijana Adanko           | 6–4, 4–6, 6–4 |

### Парний розряд: 1 (1 поразка)
| Легенда          |
| ---------------- |
| Турніри $100,000 |
| Турніри $75,000  |
| Турніри $50,000  |
| Турніри $25,000  |
| Турніри $10,000  |

| Фінали за покриттям |
| ------------------- |
| Тверде (0–0)        |
| Ґрунт (0–1)         |
| Трава (0–0)         |
| Килим (0–0)         |

| Результат | W–L | Дата     | Турнір                  | Рівень | Покриття | Партнерка     | Суперниці                      | Рахунок  |
| --------- | --- | -------- | ----------------------- | ------ | -------- | ------------- | ------------------------------ | -------- |
| Поразка   | 0–1 | Кві 2004 | ITF Макарська, Хорватія | 10,000 | Ґрунт    | Lisa Tognetti | Мартіна Бабакова Івета Герлова | 1–6, 4–6 |